# Melioidose
Bei der Melioidose oder Melioidosis, auch als Pseudo-Rotz oder Whitmore’s Disease bezeichnet, handelt es sich um eine beim Menschen seltene Infektionskrankheit, die durch den Erreger Burkholderia pseudomallei, ein gramnegatives Stäbchenbakterium, hervorgerufen wird. Die Infektion erfolgt durch erregerhaltiges Erdreich oder Wasser, die Erkrankung ist daher eine Geonose.

## Verbreitung und Übertragung
Der Erreger ist in feuchten Böden und Oberflächenwasser in den Endemiegebieten Südostasien (hier vor allem Reisanbaugebiete Thailands und Vietnams) und Nordaustralien weit verbreitet, aber auch Tiere können als Wirte fungieren. Relativ robust verträgt B. pseudomallei verschiedene widrige Umstände wie Hitze (Wachstum bei 42 °C möglich), saures Milieu bis zu einem pH von 4,5 und kann bis zu 10 Jahre lang auch bei Nährstoffmangel überleben. Durch infizierte Tiere wurde der Erreger spätestens in den 1980er Jahren in weitere Gebiete getragen.
Die Zahl der weltweiten Infektionen wird auf 165.000 geschätzt, an denen 89.000 Menschen sterben.
Obwohl durch den Reisetourismus immer wieder Erreger nach Mitteleuropa gelangen, konnte er sich bislang hier nicht dauerhaft etablieren, da er bei Temperaturen unter 11 °C inaktiviert wird. Allerdings werden in Norditalien regelmäßig positive Erregernachweise aus Trinkwasserbrunnen erbracht.
Die Übertragung kann durch direkten Kontakt von kontaminierter Erde oder Wasser mit verletzter Haut erfolgen. Eine Aufnahme über Inhalation oder Verschlucken ist ebenfalls möglich.

## Inkubationszeit und Erkrankung
Die Inkubationszeit liegt meist bei 1–21 Tagen, es werden aber auch Fälle mit mehrjähriger Inkubationszeit beschrieben. Diabetes mellitus, Niereninsuffizienz und Erkrankungen des Immunsystems (nicht jedoch Aids) begünstigen eine Erkrankung.
Die Beschwerden und Symptome sind vielfältig und reichen von chronisch verlaufenden lokalisierten Formen (zum Beispiel als Wundinfektion) bis hin zu schweren generalisierten Erkrankungen und Sepsis. Typisch sind Abszesse, bei akuten Erkrankungen vor allem Lungenabszesse, Lungenentzündungen und Pleuraergüsse, die Abgrenzung zur Tuberkulose kann schwierig sein. Die Erkrankung kann lebensbedrohlich sein, aus Thailand wird teilweise eine Letalität bis zu 50 % trotz Behandlung mit Antibiotika berichtet. Chronische Verläufe sind meist mit verschiedensten Abszessen z. B. in Milz, Leber, Muskulatur und Haut gekennzeichnet.

## Erregerbestimmung
Die Bestimmung von B. pseudomallei im Labor kann sehr schwierig sein, insbesondere in der westlichen Hemisphäre, wo B. pseudomallei sehr selten ist. Die großen runzligen Kolonien sehen aus wie Umweltkontaminanten und werden oft als nicht klinisch relevant erachtet. Sogar wenn die Kultur als relevant angesehen wird, können die Organismen gelegentlich als Chromobacterium violaceum oder andere nicht-fermentierende gramnegative Bazillen missinterpretiert werden. Die Seltenheit der Krankheit führt häufig dazu, dass die positive Bestimmung von B. pseudomallei in Zellkulturen bei mit der Krankheit nicht vertrauten Ärzten nicht richtig gedeutet wird, denn gängige biochemische Identifizierungsmethoden wie API 20NE und API 20E weisen eine Wiederfindungsrate von 98 % bzw. 99 % auf und auch automatisierten Systemen gelingt dies in ähnlicher Weise.

## Behandlung
Zahlreiche Antibiotika wurden als häufig unwirksam gegen B. pseudomallei beschrieben, darunter Penicillin, Fluorchinolone und Makrolide. Auch über Chloramphenicol-resistente Stämme wurde bereits berichtet. Einsetzbar sind Meropenem, Imipenem, Amoxicillin-Clavulansäure, meist Chloramphenicol und Doxycyclin.
Bei schweren Verläufen erfolgt die Behandlung mit intravenösen Antibiotika (beispielsweise Carbapeneme oder Ceftazidim) über 14 Tage mit anschließender 5- bis 6-monatiger oraler Antibiotikaprophylaxe.

## Verwendbarkeit als Material für Biowaffen
Der Erreger der Melioidose kann theoretisch auch als Biowaffe benutzt werden. Unter Laborbedingungen wurde die Übertragbarkeit mittels eines erregerhaltigen Aerosols nachgewiesen. Von entsprechend als Waffe tauglichen Produkten oder deren Einsatz ist nichts bekannt (Stand 2013).